# Fokker F-14
El Fokker F-14 fue un avión de transporte de siete/nueve pasajeros estadounidense diseñado por Fokker y construido por su filial estadounidense  Atlantic Aircraft en Nueva Jersey.

## Desarrollo
El F-14 era un típico transporte monomotor diseñado por Fokker, pero inusualmente tenía un ala alta en parasol soportada sobre puntales sobre el fuselaje. Tenía un tren de aterrizaje fijo de rueda de cola. El piloto tenía una cabina detrás de la cabina de pasajeros.

## Variantes

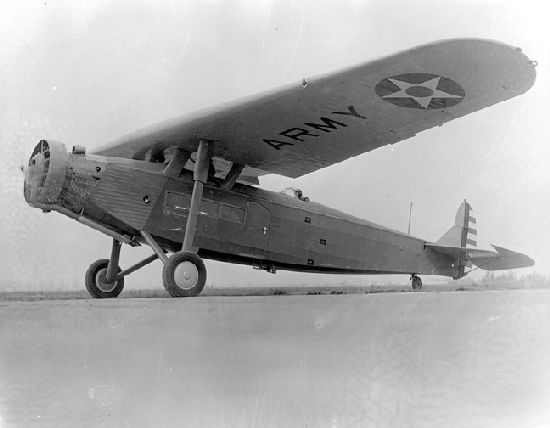
Un C-14 del USAAC.

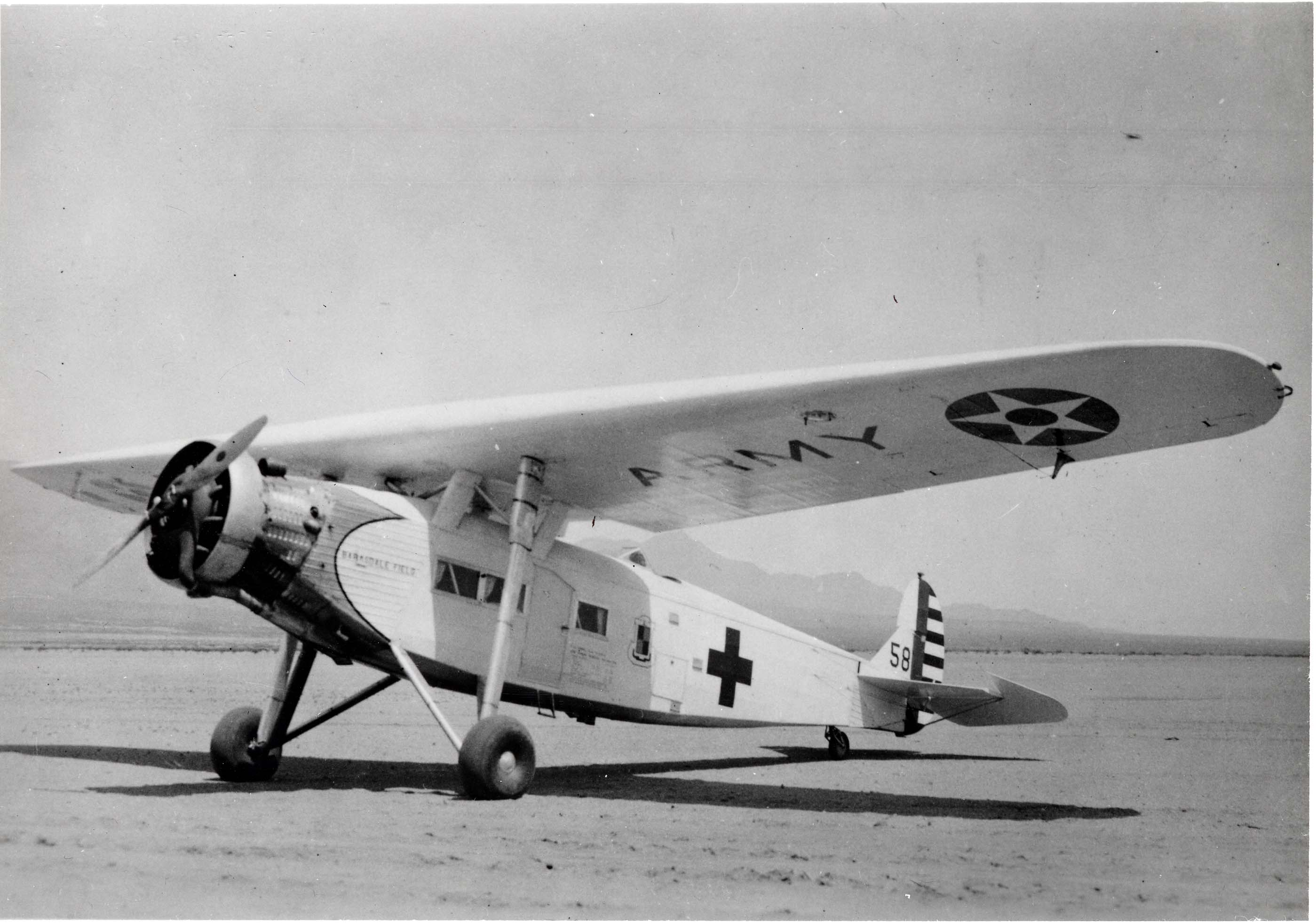
El Y1C-15.

F-14
Versión civil de producción con un motor radial Wright R-1750-3 de 391 kW (525 hp).
F-14A
Avión civil con motor radial Pratt & Whitney R-1690 Hornet de 429 kW (575 hp) y ala montada directamente en el fuselaje, uno construido.
F-14B
Versión del F-14A con motor Hornet B, uno construido.
Y1C-14
Designación dada a 20 ejemplares con motor Hornet comprados por el Cuerpo Aéreo del Ejército de los Estados Unidos en 1931, más tarde convertidos en C-14.
Y1C-14A
El último de los Y1C-14, remotorizado con un Wright R-1820-7 Cyclone de 429 kW (575 hp).
Y1C-14B
Remotorización con un Pratt & Whitney R-1690-5 Hornet de 391 kW (525 hp).
Y1C-15
Conversión del noveno Y1C-14 como ambulancia aérea.
Y1C-15A
F-14 remotorizado con un Wright R-1820 Cyclone de 429 kW (575 hp), más tarde C-15A.

## Operadores
Canadá
- MacKenzie Air Services
- Western Canada Airways

 Estados Unidos
- Standard Air Lines
- Transcontinental & Western Air
- Cuerpo Aéreo del Ejército de los Estados Unidos

## Especificaciones (F-14)
Referencia datos: The Illustrated Encyclopedia of Aircraft (Part Work 1982-1985), 1985, Orbis Publishing, Page 1878

### Características generales
- Tripulación: Uno (piloto)
- Capacidad: Siete/nueve pasajeros
- Longitud: 13,2 m (43,2 ft)
- Envergadura: 18,1 m (59,4 ft)
- Altura: 3,8 m (12,3 ft)
- Superficie alar: 51,2 m² (551 ft²)
- Peso vacío: 1971 kg (4344,1 lb)
- Peso máximo al despegue: 3266 kg (7198,3 lb)
- Planta motriz: 1× motor radial de nueve cilindros en una fila refrigerado por aire Wright R-1750-3.
  - Potencia: 391 kW (539 HP; 532 CV)

### Rendimiento
- Velocidad nunca excedida (Vne):  220
- Alcance: 1100 km (594 nmi; 684 mi)
- Techo de vuelo: 4420 m (14 501 ft)

## Aeronaves relacionadas

### Secuencias de designación
- Secuencia F._ (interna de Fokker America): ← Super Universal - F.10 - F.11 - F.14 - AF.15 - F.18 - F.32
- Secuencia C-_ (Aviones de Carga del USAAC/USAAF/USAF, 1924-1962): ← C-10 - C-11 - C-12 - C-14 - C-15 - C-16 - C-17 - C-18 →